# Versions
Versions – remix album Thievery Corporation, wydany w 2006 roku w Stanach Zjednoczonych przez Eighteenth Street Lounge Music.

## Album

### Wydania
Album Versions został wydany 19 maja 2006 roku w Stanach Zjednoczonych przez Eighteenth Street Lounge Music jako CD.

### Charakterystyka muzyczna
Versions to kolejny album Thievery Corporation, na który złożyły się remiksy nagrań autorstwa innych artystów. Serię zapoczątkowała w 1999 roku kompilacja Abductions and Reconstructions, kontynuacją której jest Versions. Tym razem Garza i Hilton wzięli na warsztat utwory takich artystów jak: The Doors (piosenka „Strange Days”), Herb Alpert („Lemon Tree”), Bebel Gilberto („Cada Beijo”), Sarah McLachlan („Dirty Little Secret”), Nouvelle Vague (cover „This Is Not a Love Song” zespołu Public Image Ltd), Fear of Pop („In Love”) i Wax Poetic (wersja „Angel” z gościnnym wokalem Norah Jones). Do płyty dołączono ponad 25-stronicową książeczkę, będącą wyrazem hołdu złożonego okładce albumu Revolver The Beatles. 

### Lista utworów
Lista utworów na podstawie Discogs:
| Nr  | Tytuł utworu                     | Oryginalny wykonawca    | Długość |
| --- | -------------------------------- | ----------------------- | ------- |
| 1.  | „Tarana”                         | Ustad Sultan Khan       | 4:20    |
| 2.  | „Habaños Days”                   | Damian                  | 4:22    |
| 3.  | „This Is Not A Love Song”        | Nouvelle Vague          | 4:33    |
| 4.  | „Beloved”                        | Anoushka Shankar        | 4:23    |
| 5.  | „Who Needs Forever”              | Astrud Gilberto         | 4:12    |
| 6.  | „Desert”                         | Émilie Simon            | 3:13    |
| 7.  | „Lemon Tree”                     | Herb Alpert             | 3:38    |
| 8.  | „Originality”                    | Thievery Corporation    | 4:08    |
| 9.  | „In Love”                        | Fear of Pop             | 4:40    |
| 10. | „The Girl's Insane”              | The Januaries           | 4:27    |
| 11. | „Strange Days”                   | The Doors               | 4:23    |
| 12. | „Revolution Solution (TC Remix)” | Thievery Corporation    | 3:50    |
| 13. | „Shiva (TC Remix)”               | Thievery Corporation    | 4:49    |
| 14. | „Khaleeghi Stomp”                | Transglobal Underground | 3:54    |
| 15. | „Angels”                         | Wax Poetic              | 4:39    |
| 16. | „Nothing To Lose”                | Isabelle Antena         | 2:56    |
| 17. | „Cada Beijo”                     | Bebel Gilberto          | 4:19    |
| 18. | „Dirty Little Secret”            | Sarah McLachlan         | 4:53    |
|     |                                  |                         | 1:15:39 |

## Odbiór

### Opinie krytyków
| Oceny łączne      | Oceny łączne |
| Publikacja        | Ocena        |
| ----------------- | ------------ |
| Album of the Year | 75/100       |
| Recenzje          |              |
| Publikacja        | Ocena        |
| All About Jazz    | [ 4 ]        |
| AllMusic          | [ 2 ]        |
| Okayplayer        | [ 5 ]        |
| PopMatters        | 7/10         |
| RYM               | 3.43/5       |
| Sputnikmusic      | 3.1/5        |
| Tiny Mix Tapes    | [ 9 ]        |

Redakcja włoskiej filii All About Jazz zauważyła, iż Thievery Corporation „działają najlepiej, kiedy przykładają rękę do twórczości innych”. Album oceniła jako udany, choć jej zdaniem „nie osiągnął szczytów ich sławnego Dj Kicks”. Wyróżniające się utwory według redakcji to: „Tarana” Ustada Sultana Khana, „Habanos Days” Damiana, „This Is Not A Love Song” Nouvelle Vague, „Who Needs Forever” Astrud Gilberto, „Lemon Tree” Herba Alperta, „Strange Days” The Doors, „Resolution Solution” i „Shiva” Thievery Corporation oraz piosenki Transglobal Underground, Wax Poetic, Bebel Gilberto i Sarah McLachlan.
Te same utwory wyróżnił też David Jeffries z AllMusic podsumowując album spostrzeżeniem: „Thievery Corporation dzięki swojej kolekcji Abductions and Reconstructions udowodnili już, że są najwyższej klasy remikserami”.
Marc A. Price z magazynu PopMatters zauważył, że choć zarówno studyjne jak i remiksowe albumy zespołu cechuje ciężkie brzmienie, wzięte z jamajskiego dubu, to „oryginalne utwory nie są tak wybitne jak remiksy”. Album ocenił jako „niesamowicie dobry remiks”.
Alan Ranta z magazynu Tiny Mix Tapes ocenia, iż Versions wytrzymuje próbę zarówno jako oryginalny produkt Thievery Corporation, jak i przegląd wpływów, które stworzyły muzykę zespołu dając jako przykład przeróbkę utworu „Strange Days”, która sprawiła, iż „duch Jima Morrisona został ożywiony”. Brzmienie Thievery Corporation łączy się z oryginalnymi twórcami piosenek. Choć zostały zaczerpnięte z różnych lat i zakątków świata, żadna przeróbka nie jest, zdaniem recenzenta, nie na miejscu.
Enyi Emesih z Okayplayer uważa, że na Versions „jest mnóstwo wspaniałych momentów („In Love”, „Strange Days”, „Angel”). Jedynym minusem jest nadmierne wykorzystanie dubowych beatów w kilku utworach. Nie poprawiło to w żaden sposób dźwięku, a jeśli już, to w kilku miejscach odebrało im ogólny klimat. Poza tym z pewnością zadowoli to wiernych i z pewnością przyciągnie do owczarni kilku nowych przyjaciół”.

### Listy tygodniowe
| Kraj              | Lista                                   | Pozycja |
| ----------------- | --------------------------------------- | ------- |
| Belgia            | Ultratop (Flandria)                     | 56      |
| Stany Zjednoczone | Independent Albums (Billboard)          | 19      |
| Stany Zjednoczone | Top Dance/Electronic Albums (Billboard) | 7       |
| Włochy            | FIMI                                    | 26      |